# Coelogyne naja
Coelogyne naja är en orkidéart som beskrevs av Johannes Jacobus Smith.
Coelogyne naja ingår i släktet Coelogyne och familjen orkidéer. Inga underarter finns listade i Catalogue of Life.